# 劉致昕
劉致昕（1987年5月21日—），台南人，臺灣記者、Podcaster，前獨立媒體《報導者》副總編。曾獲新聞、podcast與出版獎項肯定，包含金鼎獎、亞洲出版大獎、台北國際書展大獎、亞洲人權新聞獎、KKBOX Podcast風雲榜年度節目、卓越新聞獎。長期關心「假新聞」產業鍊、數位人權議題。

## 生平
劉致昕，從小在眷村長大，旁邊有著原住民鄰居，小時候外省老兵的爺爺教寫毛筆字。從小接收到的觀念是，關於政治、認同是敏感的問題。劉致昕表示，「心裡面好像有小警總」。
劉致昕就讀政大外交期間，劉致昕曾擔任國交中心志工的學生大使。後來，劉致昕申請到德國歐洲應用科技大學科隆商學院擔任交換學生，在柏林實習時嘗試舉辦活動介紹臺灣。
劉致昕大學畢業後，進入海軍陸戰隊服役。退伍後，2010年進《商業周刊》開始跑網路線新聞。當時LINE及臉書在臺灣並未流行，財經雜誌主要題材仍是上市櫃新聞，網路線在商周裡是邊緣單位。意外地，劉致昕做了LINE在臺灣的第一則報導。後續他也關注到Google資料中心到彰化設點的報導。
2012年8月，劉致昕離開了商周，加入英國《金融時報》的駐臺助理記者。相較於商周，《金融時報》的內部規範讓劉致昕相當印象深刻，該規範要求求證每個重大事實和說法須經過兩到三名互不相關的受訪者證實，「否則再重大的發現也不能刊登」。
在金融時報待了一年，劉致昕輾轉被延攬成為創投董事長特助。
2014年，劉致昕離開新創圈，他回到台南，開了咖啡店及接案成為自由記者。
2014年，在臺北市長選舉時曾辦理「市長給問嗎」線上直播，劉致昕擔任主持與提問人角色，在過去之前他不曾碰過直播主持工作，直到現場才發現除了鏡頭及麥克風外，整個節目都得由他來填滿。
劉致昕隨著《報導者》前往瑞士交流，陸續開始進行國際報導，也為《商業週刊》、《報導者》、《端傳媒》和g0v等媒體供稿。
2019年1月，脫離自由記者身份，加入《報導者》。
2020年7月，劉致昕升任《報導者》副總編輯。劉致昕在《報導者》開啟新的嘗試，順應時代潮流，主持Podcast 節目《The Real Story》，登上Apple Podcast台灣總排行冠軍、獲卓越新聞獎最佳Podcast新聞節目、KKBOX Podcast風雲榜年度最佳節目。
2021年，出版《真相製造》一書，並推出同名Podcast節目，2023年，該節目更名為《不好意思請問一下》，持續更新與經營。
2022年，報導 （页面存档备份，存于）俄羅斯大規模侵略烏克蘭戰事，採訪包括德國國會、波蘭收容所、烏克蘭基輔、布查、地方防衛隊等。獲第二十一屆卓越新聞獎國際報導獎 （页面存档备份，存于）。
2022年, 由劉致昕，報導者團隊製作的《烏克蘭的不可能戰爭：反抗，所以存在》，由春山出版社出版。

## 著作
- 《都市再生的20個故事》(2013, 臺北市都更新處,ISBN 9860392226, 9789860392227)
- 《真相製造：從聖戰士媽媽、極權政府、網軍教練、境外勢力、打假部隊、內容農場主人到政府小編 》（2021，春山出版，ISBN 9789860659788）
- 《烏克蘭的不可能戰爭：反抗，所以存在》(2022, 春山出版,ISBN 9786269612932)